# Demchugdongrub
Il principe Demchugdongrub (Sonid, 8 febbraio 1902 – Hohhot, 23 maggio 1966) è stato un generale mongolo, leader del movimento indipendentista del suo paese.
Dal 1936 al 1940 fu imperatore del Mengjiang, Stato fantoccio creato dall'Impero giapponese nella Mongolia Interna. Durante questo periodo fu noto con il nome cinese di Xixian (希賢).
Collaborazionista giapponese, fu un sostenitore del panmongolismo.

## Nomenclatura
- De Noyan in mongolo
- De Wang (德王) in cinese
- Principe Wang De (德王爷) come titolo ufficiale
- Nei documenti il suo nome cinese è Demuchukedonglupu (德穆楚克栋鲁普)

## Biografia

### Origini
Nato nella provincia di Chahar, nella Mongolia Interna, Demchugdongrub era il figlio unico di Namuzilewangchuke (那木济勒旺楚克), capo della banda degli Xilin Gol (锡林郭勒盟 Xīlínguōlè méng) e Principe Prefetto nei territori a est del fiume Su'nile. La sua famiglia discendeva da Gengis Khan.
Dopo la morte di Namuzilewangchuke nel 1908, Demchugdongrub, all'età di sei anni, con l'approvazione dell'impero Qing ereditò il titolo di "Jinwang" di suo padre. Studiò numerose lingue, tra cui il mongolo, il mandarino e il manchu. Dopo la caduta della dinastia Qing nel 1912, Yuan Shikai modificò il titolo di Demchugdongrub in "Jinong" (it. prefetto, responsabile) del Zhasakeheshiduling.
Demchugdongrub venne nominato membro del Comitato Provinciale di Chahar nel 1929. Nel 1931 ereditò la carica di capo della banda Xilin Gol.

### Collaborazione con il Giappone
Nel febbraio 1936 i Giapponesi riorganizzano lo Stato Maggiore dell'Esercito mongolo (蒙古军总司令部) con Demchugdongrub alla sua testa e il giapponese Yamauchi come consulente, seguendo lo stesso processo con cui era nato l'Impero Manciukuò quattro anni prima. Lo scopo della nuova entità politica era infatti unificare la Mongolia Interna (all'interno delle frontiere cinesi) ed Esterna (il cosiddetto Stato di Mongolia, in mano ad un governo filo-sovietico).
L'8 dicembre 1937, il principe Demchugdongru dichiara l'indipendenza dalla Mongolia Interna come "Mengjiang", e firma gli accordi con il Manciukuò e il Giappone. La capitale viene istituita dal Chan Pei, vicino Kalgan (attualmente Zhangjiakou), con un controllo del governo esteso sulla campagna circostante Hohhot. In seguito alla stipulazione dell'alleanza tra Mengjiang e Manciukuò, Pu Yi (ex-imperatore cinese, ora a capo del Manciukuò) concede il titolo di "Jinong" di Wude (武德) a Demchugdongrub.
Il 4 agosto 1941, il Mengjiang viene rinominato "Federazione autonoma di Mongolia" (Menggu Zizhi Bang, 蒙古自治邦). Sebbene lo Stato si rifaccia ufficialmente all'ideale del panmongolismo, la maggioranza dei cittadini è di etnia cinese Han.
Lo Stato di Mengjiang scompare nell'autunno del 1945, con la sconfitta del Giappone contro gli Alleati, e viene in seguito conteso tra comunisti e nazionalisti cinesi durante la Guerra civile cinese, passando presto sotto il controllo delle truppe di Mao Zedong.

### Caduta
Dopo la seconda guerra mondiale e il crollo della Federazione, Demchugdongrub visse a Pechino sotto la protezione del Kuomintang. Quando il Partito Comunista Cinese giunse a controllare l'intero paese, Demchugdongrub cercò di raggiungere la parte orientale della Mongolia e di stabilirvi un Governo autonomo nel mese di agosto 1949. Nel dicembre 1949, spinto dall'Esercito cinese, dovette rifugiarsi nella Repubblica Popolare Mongola. Inizialmente ben accolto, fu poi catturato nel febbraio 1950 e deportato in Cina nel mese di settembre, venendo accusato di tradimento. Posto sotto sorveglianza, scrisse le sue memorie e fu graziato tredici anni più tardi. Fino alla sua morte nel 1966 a Hohhot, lavorò presso il Museo di Storia Nazionale della Mongolia.